# Bouges-le-Château

Bouges-le-Château este o comună în departamentul Indre, Franța. În 1 ianuarie 2022 avea o populație de 264 de locuitori.